# Aethionema rhodopaeum
Aethionema rhodopaeum är en korsblommig växtart som beskrevs av D. Pavlova. Aethionema rhodopaeum ingår i släktet Aethionema och familjen korsblommiga växter. Inga underarter finns listade i Catalogue of Life.